# Lytoneuron
Lytoneuron, rod papratnjača iz potporodice Cheilanthoideae, dio porodice bujadovki (Pteridaceae). Opisan je 2015. i nastao je izdvajanjem nekih vrsta iz roda Doryopteris, koji se temelji na molekularnim rezultatima (Yesilyurt et al. 2015).
Postoji 16 vrsta, sve su izu Južne Amerike, većina iz Brazila.

## Vrste
1. Lytoneuron acutilobum (Prantl) Yesilyurt
2. Lytoneuron bradei (Rosenst.) Yesilyurt
3. Lytoneuron columbinum (Hook.) Sm.-Braga & Schwartsburd
4. Lytoneuron crenulans (Fée) Yesilyurt
5. Lytoneuron feei (Brade) Yesilyurt
6. Lytoneuron itatiaiense (Fée) Yesilyurt
7. Lytoneuron lomariaceum (Kunze ex Klotzsch) Yesilyurt
8. Lytoneuron microphyllum (Christ) Yesilyurt
9. Lytoneuron ornithopus (Mett. ex Hook. & Baker) Yesilyurt
10. Lytoneuron paradoxum (Fée) Yesilyurt
11. Lytoneuron poseidonii Sm.-Braga & Schwartsburd
12. Lytoneuron quinquelobatum (Fée) Yesilyurt
13. Lytoneuron rosenstockii (Brade) Yesilyurt
14. Lytoneuron rufum (Brade) Yesilyurt
15. Lytoneuron subsimplex (Fée) Yesilyurt
16. Lytoneuron tijucanum (Brade) Yesilyurt

## Sinonimi
- Doryopteris sect.Lytoneuron Klotzsch